# Luchthaven Denizli Çardak
Luchthaven Denizli Çardak is een luchthaven in Çardak, Turkije.
Het vliegveld beschikt over één geasfalteerde baan van 3000 meter lang.

## Luchtvaartmaatschappijen & Bestemmingen
- Turkish Airlines: Istanbul
- Anadolujet: Ankara

Internationale vliegvelden: Luchthaven Adana Sakirpasa · Luchthaven Ankara Esenboga · Luchthaven Antalya · Luchthaven Bodrum Milas · Luchthaven Dalaman · Luchthaven İzmir Adnan Menderes · Luchthaven Istanbul Atatürk · Luchthaven Istanbul Sabiha Gökçen · Istanbul Airport · Luchthaven Kayseri Erkilet · Luchthaven Trabzon
Regionale vliegvelden: Luchthaven Adıyaman · Luchthaven Afyon · Luchthaven Ağrı · Luchthaven Balıkesir · Luchthaven Bandirma · Luchthaven Batman · Luchthaven Çanakkale · Luchthaven Cardak · Luchthaven Carsamba · Luchthaven Corlu · Luchthaven Diyarbakır · Luchthaven Edremit Korfez · Luchthaven Erhac · Luchthaven Elazığ · Luchthaven Erzincan · Luchthaven Erzurum · Luchthaven Eskişehir · Luchthaven Kahramanmaraş · Luchthaven Kapadokya · Luchthaven Kars · Luchthaven Kastamonu · Luchthaven Konya · Luchthaven Mardin · Luchthaven Merzifon · Luchthaven Muş · Luchthaven Oguzeli · Luchthaven Şanlıurfa · Luchthaven Siirt · Luchthaven Sinop · Luchthaven Sivas Nuri Demirağ · Luchthaven Suleyman Demirel · Luchthaven Tokat · Luchthaven Uşak · Luchthaven Van Ferit Melen · Luchthaven Yenisehir